# Patricia Ayala

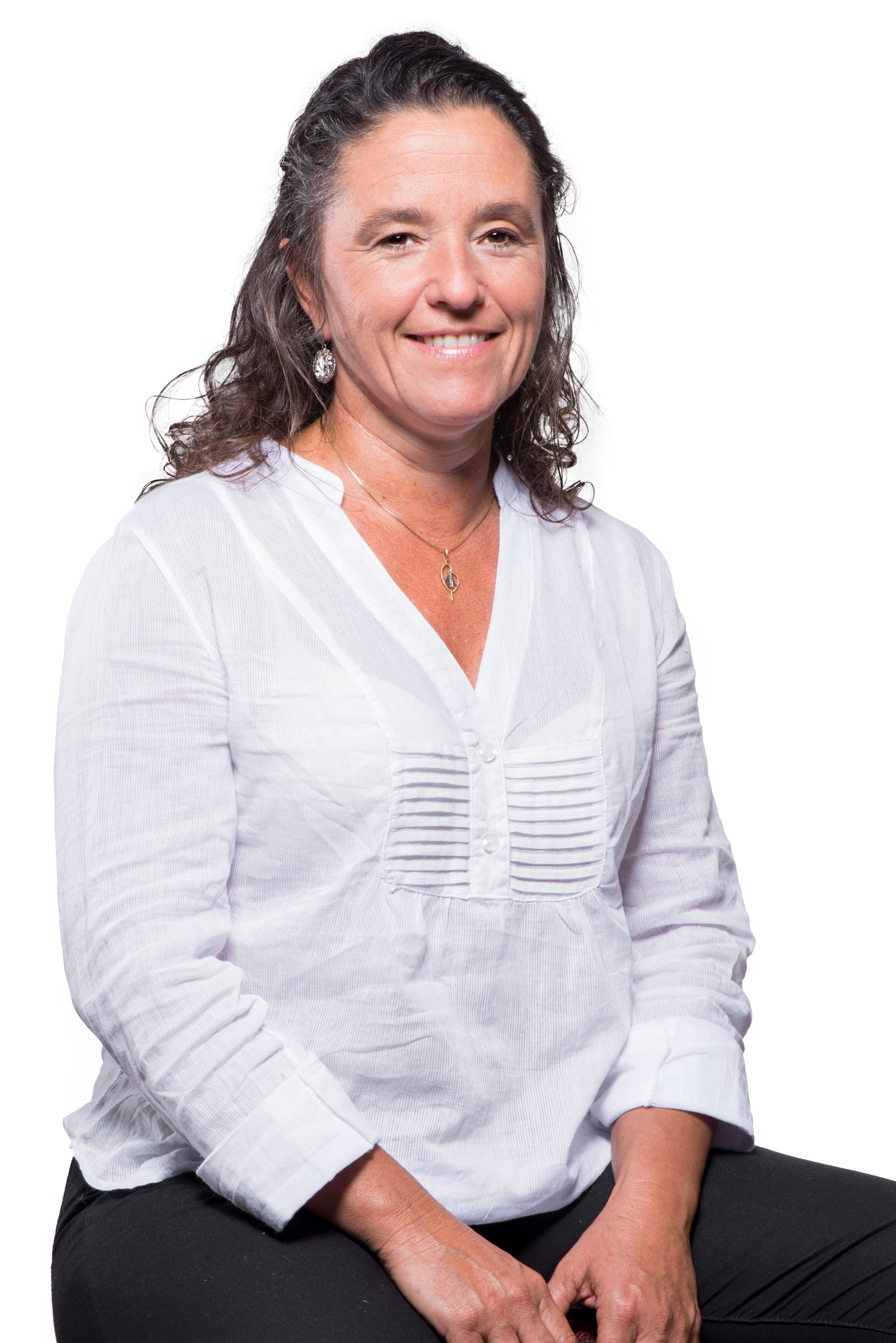
Patricia Ayala

Patricia Ayala (* 25. August 1966 in Artigas) ist eine uruguayische Politikerin.

## Privates, Ausbildung und beruflicher Werdegang
Ayala, von Beruf Logopädin, wurde in Artigas als Tochter von Gabriel Ayala und Dolores Sanchis geboren. Sie selbst ist ebenfalls Mutter dreier Kinder. Nach ihrer Schulzeit auf der Escuela Nº 37 Barón de Río Branco zog es sie 1985 in die uruguayische Hauptstadt, wo sie ihre medizinische Ausbildung aufnahm. Zwei Jahre später begann sie ein Studium der Logopädie an der ETM und kehrte schließlich 1989 in ihre Geburtsstadt zurück. Fortan war sie dort als erste Logopädin des Departamentos Artigas Pionierin auf diesem Gebiet.

## Politische Laufbahn
Seit 1989, dem Jahr seiner Gründung, gehört sie dem Movimiento de Participación Popular an und repräsentiert zugleich die Frente Amplio. Bei den Kommunalwahlen 2005 kandidierte sie für das Amt einer Abgeordneten auf departementaler Ebene. Nach der für sie erfolgreich verlaufenden Wahl zog sie sodann als erster weiblicher Edil der Frente Amplio in die Junta Departamental ein. Vier Jahre später war sie bei den Parlamentswahlen des Jahres 2009 erneut die erste Frau, der es gelang, für das Departamento Artigas in die uruguayische Abgeordnetenkammer gewählt zu werden. Bei den Kommunalwahlen vom 9. Mai 2010 wurde sie sodann zum Intendente des Departamento Artigas gewählt. Abermals hatte sie dabei eine – nun sogar doppelte – Vorreiterrolle inne, denn dies war nicht nur der erste Erfolg eines Kandidaten der Frente Amplio im Rahmen einer Intendente-Wahl in diesem Departamento. Vielmehr ist sie seither zugleich die erste Frau überhaupt in dieser leitenden Position in der Geschichte des Departamentos Artigas.